# Bholahat
Bholahat (en bengali : ভোলাহাট) est une upazila du Bangladesh dans le district de Nawabganj. En 2001, on y dénombrait 92 149 habitants.